# Carlos de Mesquita (Komponist)
Carlos de Mesquita (* 23. Mai 1864 in Rio de Janeiro; † 28. November 1953 in Paris) war ein brasilianischer Komponist und Pianist.

## Leben und Wirken
De Mesquita hatte in der Kindheit Klavierunterricht und studierte Cello bei Giovanni Cerrone. Gefördert wurde er auch in dem von Roberto J. Kinsman geleiteten Club Beethoven. Im Alter von elf Jahren trat er erfolgreich mit Mendelssohns Erstem Klavierkonzert auf. Er setzte seine Ausbildung am Pariser Konservatorium fort, wo Antoine François Marmontel, Émile Durand (Harmonielehre) und Jules Massenet (Komposition, Kontrapunkt und Fuge) zu seinen Lehrern zählten. Er war Orgelschüler von César Franck und war zeitweise als Hilfsorganist an der Kirche St. Clothilde tätig. Bereits 1877 erhielt er eine Medaille in Fach Solfège. 1881 erhielt er Erste Preise in den Fächern Klavier und Klavierbegleitung und Zweite Preise in Harmonielehre, Kontrapunkt und Fuge. Durand widmete ihm 1882 als seinem exzellenten Schüler seine Harmonielehre.
Nach mehreren Konzerten in Paris und anderen Städten kehrte de Mesquita 1887 nach Rio de Janeiro zurück. Dort gründete er die Concertos Populares, in denen er dem brasilianischen Publikum Werke französischer Komponisten wie Camille Saint-Saëns, Jules Massenet, Amédée Godard, Ernest Guiraud und Gustave Charpentier vorstellte. Im Cassino Fluminense präsentierte er Auszüge aus seiner Oper A Esmeralda (nach Victor Hugos Notre-Dame de Paris). Bei einem Konzert der Sociedade de Concertos Populares dirigierte er 1887 eine Fantasia-Abertura seines Schülers Francisco Braga. Daneben unterrichtete er Harmonielehre und Kontrapunkt am Conservatório Imperial de Música und später am Instituto Nacional de Música. Ab 1894 lebte er erneut in Paris.
Zu den Werken de Mesquitas zählen u. a. ein Klavierkonzert und zehn Klavierkonzertstudien, eine Klavierphantasie, ein Streichquintett, eine Suite und ein Präludium für Orchester sowie Werke für Gitarre und für Klavier solo. Sein Walzer Les Élégantes erschien in einer Transkription für zwei Klaviere bei Éditions Henry Lemoine und gewann dadurch beachtliche Popularität.